# Ernesto Djédjé
Pour les articles homonymes, voir Djédjé.
Ernesto Djédjé, originaire du pays des Bétés, surnommé le « Gnoantré national », « l'Épervier » ou encore « le Roi du ziglibithy », né en 1947 à Daloa et mort le 9 juin 1983 à Yamoussoukro, est un chanteur, poète-fabuliste, danseur, arrangeur et guitariste ivoirien. Véritable icône en Côte d'Ivoire, il est aussi renommé pour ses performances scéniques, notamment ses déhanchés très particuliers. Il inspire une bonne partie de la nouvelle génération actuelle de chanteurs africains avec le ziglibithy, style musical et danse dont il est le créateur. C'est ce style musical qui entraîne dans les années 1990 le zouglou puis le coupé-décalé dès 2003, mouvement toujours en vogue.

## Biographie

### Enfance et jeunesse

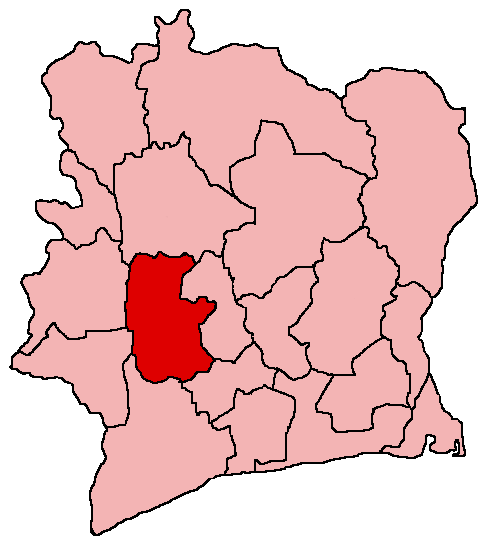
Le Haut-Sassandra est la région natale d'Ernesto Djédjé qui a pour chef-lieu la ville de Daloa

Ernest Djédjé Blé Loué est né en 1947 en pays Bétés en Côte d'Ivoire dans le village de Tahiraguhé proche de la ville de Daloa d'un père sénégalais du nom de Touré, homme d'affaires qui abandonne très tôt son fils pour travailler en République centrafricaine aux côtés de Bokassa en qualité d'Imam de Bangui, Touré décédera en 1971 au Sénégal. Délaissé par son père, Ernest sera élevé du côté de sa famille maternelle, par sa mère Dapia Blé, fonctionnaire de l’église Baptiste « œuvre et missions » de la localité et par son oncle Blé Loué, dont il héritera du nom de famille. « Djédjé » signifie « iroko », un bois sacré servant à invoquer la protection des ancêtres en bété. Il porte ce nom car à sa naissance, Ernest représentait l'espoir de la famille.
Dès l'âge de dix ans, Ernest Djédjé est initié au « Tohourou », un rythme traditionnel du terroir bété, dans l'ouest ivoirien. étymologiquement, le « Tohourou » provenant du mot guéré (ethnie Ouest-ivoirienne) « Athônô wrhou » signifie en français « raconte moi l'histoire, apprends moi l'histoire ». Ainsi, Ernest Djédjé travaille très tôt sa voix et développe ses capacités de poète lyrique. Le « Tohourou » sera d'ailleurs l'une des origines du ziglibithy.

### Débuts: les premières expériences (1963-1968)
Ernest Djédjé monte en 1963 avec son ami Mamadou Kanté, un orchestre de fortune dénommé « Les Antilopes ». Il acquiert ainsi une certaine expérience musicale notamment dans le maniement de la guitare. Le groupe fait des prestations, des concerts dans l'agglomération de Daloa et dans tout l'ouest ivoirien. En 1965 à Vavoua, l'artiste Amédée Pierre, originaire lui aussi de l'ouest, découvre Ernest et repère en lui un musicien talentueux. Amédée Pierre recrute le jeune adolescent Ernest Djédjé et son ami Mamadou Kanté dans son orchestre « Ivoiro-Star ». De 1965 à 1968, il sera le chef d'orchestre de l’« Ivoiro-Star Band ». C'est dans cet orchestre, qu'il apprend à jouer de la guitare métallique tandis que Mamadou Kanté apprend à jouer à la contrebasse.

### L'exode ambitieux (1968-1973)

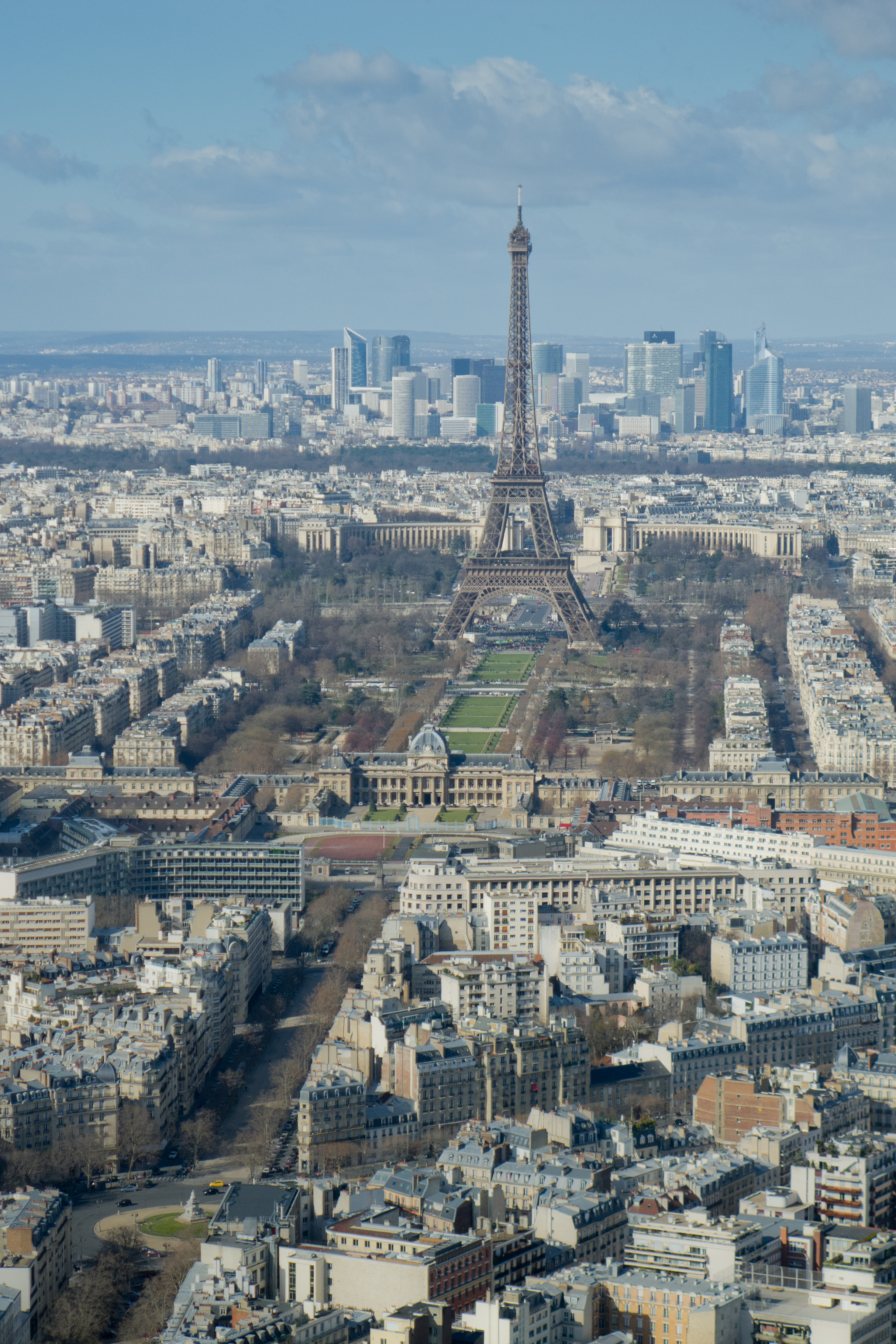
Paris, où vécut Ernesto Djédjé

En 1968, alors que rares sont les artistes diplômés en Côte d'Ivoire, il est détenteur du BEPC et décide d'émigrer vers la France. Il devient ainsi l'un des rares immigrés en France originaire de la Côte d'Ivoire dans les années 1960.
En France, il étudie l'Informatique. Il revient dans son pays d'origine pour un temps assez bref. Emmanuel Dioulo l'embauche en qualité de responsable culturel à l'Autorité pour l'aménagement de la région du sud-ouest (ARSO) à San-Pédro. Avec l'aide d'Emmanuel Dioulo, il crée le « San-Pédro Orchestra ». Quelques mois plus tard, après un passage à Abidjan, il rejoint à nouveau la France.
Toujours passionné de musique, en France, il fait la rencontre de futurs célébrités de la musique africaine tels Manu Dibango, Anouma Brou Félix et François Lougah. Avec leur collaboration et notamment celle de Manu Dibango à l'arrangement, il enregistre son premier album intitulé Anowa en 1970, un 45 tours fait de Soul, de Rhythm and blues et de Jerk dance. Un an plus tard, il sort sa troisième œuvre discographique dénommée N'wawuile/N'koiyeme avec l'orchestre Reeba.
Il entre en conflit avec Amédée Pierre en raison de sa rupture avec l'« Ivoiro-Star ». Amédée Pierre n'étant pas au courant du départ de Ernesto Djédjé en France, le rencontre avec surprise au bal du Mouvement des élèves et étudiants de Côte d’Ivoire (MEECI) à Metz (France) en 1972. Amédée Pierre étant en tournée en France pour six mois, décide d'engager à nouveau Ernesto Djédjé au sein de l'« Ivoiro-Star Band ». Mais Ernesto Djédjé ne jouera qu'un des concerts d'Amédée Pierre, laissant la place de guitariste à Pascal Dido au sein de l'orchestre. Ernesto Djédjé préfère s'installer à Paris, se retrouvant une seconde fois en situation conflictuelle avec Amédée Pierre. En 1973, il enregistre l'album Mamadou Coulibaly et son 6e album, toujours en France du nom de Zokou Gbeuly. Ces six opus sont bien accueillis au niveau de la Côte d'Ivoire. Cette même année, il décide de rentrer en Côte d'Ivoire.

### Le retour (1973)

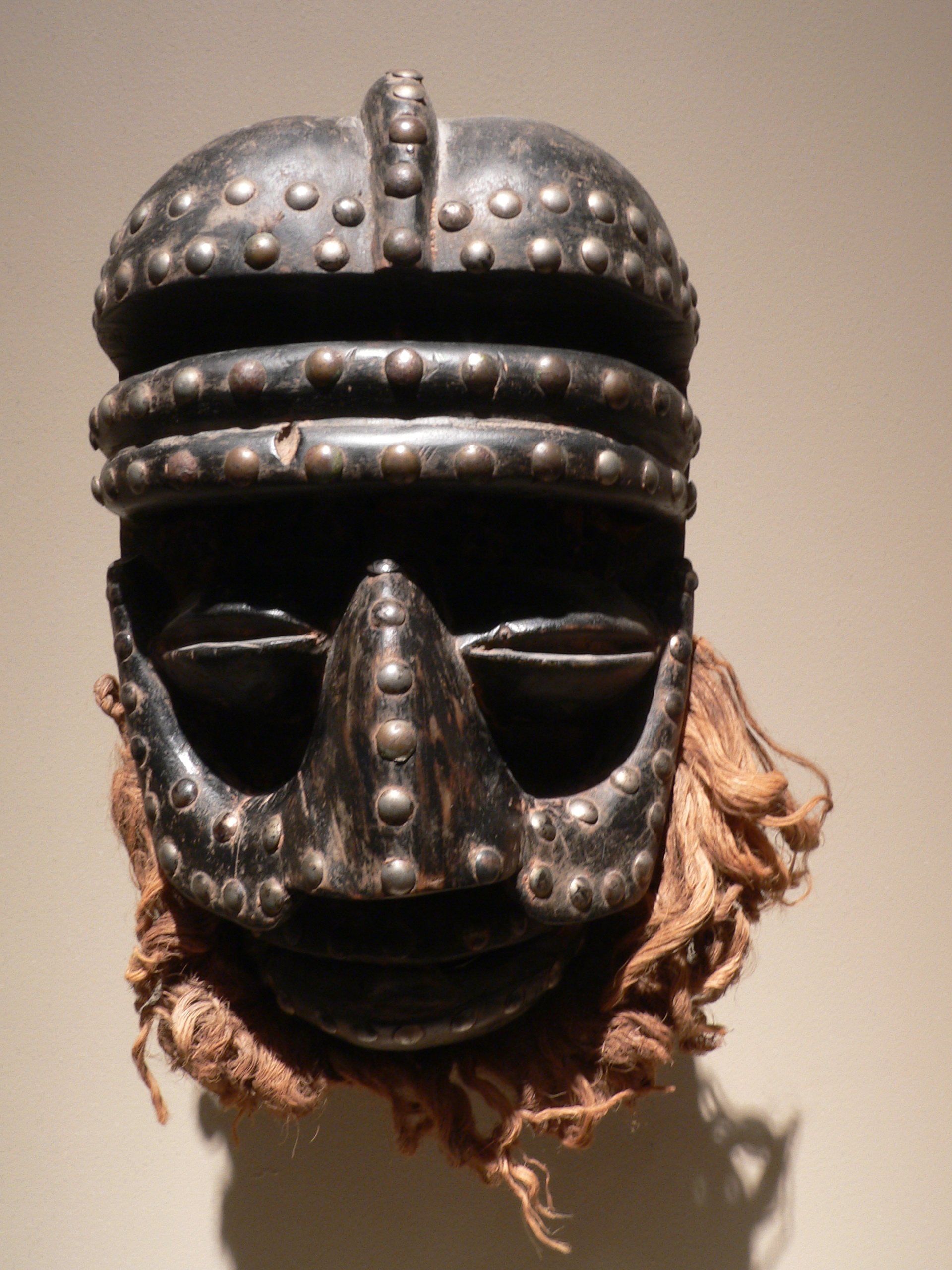
Masque Bété. Le « Glhé » (danse du masque) est l'une des origines du ziglibithy

À son retour, Ernesto Djédjé ne délaisse pas le domaine musical. Il veut révolutionner la musique ivoirienne en mélangeant disco dance de l'occident, Rumba de Cuba, le Makossa d'Afrique centrale avec la musique traditionnelle ivoirienne. Certains parlent d'Afrobeat ou Afro funk. Commence alors tout une période de recherche pour moderniser la musique ivoirienne. Ernesto Djédjé revient à ses premières amours : « la musique de recherche » piochée dans la tradition. En 1975, il sort l'album Aguissè.
En voyage au Nigeria, il découvre l'Afrobeat de Fela Anikulapo Kuti, musique issue de rythmes traditionnels yoruba, fortement imprégnée de funk, jazz et highlife. Un style musical qui colle à ses envies. Il se sent enfin capable d'allier danse Bété et Disco conjugués aux chants lyriques « Tohourou » et Rythmes and Blues sur ses propres solos de guitare avec fond de percussion du terroir ivoirien. Naît ainsi le ziglibithy, sa création par excellence dont il deviendra « Le Roi », comme le furent Michael Jackson pour la pop et  Elvis Presley pour le rock 'n' roll.
En 1977, avec la collaboration du plus puissant producteur ivoirien de l'époque, Raïmi Gbadamassi, dit Badmos, (créateur de Badmos Store) et de Makainos, après 6 mois de studio, Ernesto Djédjé sort son premier 33 tours, un album monumental enregistré à Lagos au Nigeria d'où va naître le tube international Ziboté qui le place au-devant de la scène.

### Le Gnoantré national (1977-1983)
L'album Ziboté place Ernesto Djédjé enfin au-devant de la scène, le titre promo du même nom de l'album devenant un tube international, sans doute celui de Djédjé qui a rencontré le plus de succès. Avant cette arrivée, existaient deux tendances en Côte d'Ivoire : la musique traditionnelle ivoirienne devenant impopulaire chez la jeunesse et la musique internationale (américaine, cubaine et d'Afrique centrale), gagnant en popularité. Le ziglibithy est une danse et un style musical révolutionnaire qui a su remettre la musique ivoirienne au goût du jour en Côte d'Ivoire en alliant avec harmonie musiques extérieures et musique classique ivoirienne. Ainsi, Ernesto Djédjé s'inscrit dans une troisième tendance qui mélange les deux premières, dont font partie François Lougah et Bailly Spinto. Le ziglibithy s'impose dans toute l'Afrique subsaharienne. Le ziglibithy est très apprécié dans les années 1970 au cœur de l'Afrique centrale notamment au Cameroun. Le Burkina Faso est l’un des premiers pays à accueillir favorablement le ziglibithy. Puis, ce style s'exporte très vite en Afrique de l'Ouest, notamment au Bénin, au Mali, au Togo, en Guinée Conakry, même au Liberia pays anglophone. Le succès commercial dépasse les prévisions du producteur Badmos.

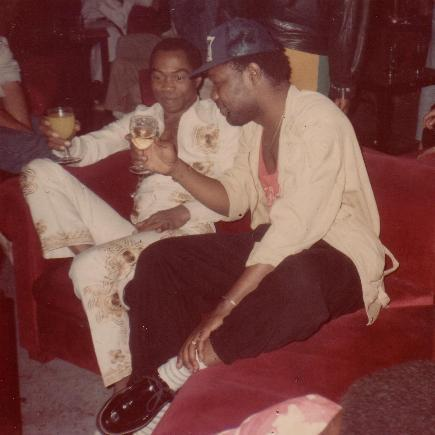
Fela Kuti du Nigeria (gauche), créateur de l'Afrobeat qui a influencé Ernesto Djédjé avec Waïpa Saberty (droite) de l'orchestre de la RTI avec qui Ernesto Djédjé a partagé la scène

En 1976-1977, Ernesto Djédjé est élu meilleur musicien de l’année par référendum Ivoire Dimanche (ID). Ensuite, celui que l'on surnomme l'« épervier », monte l'orchestre appelé « les Ziglibithiens » avec Diabo Steck à la batterie, Bamba Yang au clavier et à la guitare. Le groupe est aussi constitué de Léon Sina, Eugène Gba, Yodé, Tagus, Assalé Best, Abou et Youbla. Assalé Best est le chef d'orchestre tandis que John Mayal, issu du groupe Black Devils, rejoint le groupe pour les prestations scéniques auprès d'Ernesto Djédjé. Il met directement sur le marché l'album Les Ziglibithiens en 1978. Ernesto Djédjé est au sommet de son art, il est qualifié de « Gnoantré national » soit « l'homme avec lequel toute une nation lutte », car Gnoantré, mot bété, signifie « lutte, combat avec lui ». Le professeur Yacouba Konaté juge ainsi le ziglibithy : « Mieux que toute théorie de l’authenticité, mieux que tout discours préconisant le retour aux sources, le ziglibithy donne un sens et une forme à la volonté des Africains qui veulent se nourrir de la sève de leurs racines. C’est une action, une recréation qui fonde une esthétique nouvelle sur le socle culturel et historique de la société ivoirienne ». Il devient l'icône de toute une génération en quête d'une nouvelle identité, en modernisant la culture sur influence occidentale tout en puisant dans la culture de la Côte d'Ivoire.
Il sort en 1979 Golozo et Azonadé en 1980. En 1981, sort l'album Zouzou Palegué. L'artiste termine sa carrière avec l'album Tizeré avec notamment une chanson en hommage au politicien Konan Bédié en 1982 et une autre, dédiée au président Félix Houphouët-Boigny, intitulé Houphouët-Boigny Zeguehi. À cette époque, Ernesto Djédjé, proche du parti unique au pouvoir, le PDCI-RDA, était le « chouchou » du président Félix Houphouët-Boigny et d'Henri Konan Bédié : aucune conférence ou réception présidentielle de haute importance n'était organisée sans une prestation du « Gnoantré national ». Il était souvent invité à se produire à La Première avec l'orchestre de la Radiodiffusion-Télévision ivoirienne dont faisaient partie Antoinette Konan, Waïpa Saberty ou encore Chantal Taiba. Il fit alors les beaux jours de Radio Côte d'Ivoire, y compris après son brusque décès en juin 1983 à Yamoussoukro.

### Le décès: mystérieuse disparition
Ernesto Djédjé décède brusquement le 9 juin 1983 à l'hôpital militaire de Yamoussoukro à l'âge de 35 ans. Sa mort constitua un choc pour la nation ivoirienne. Officiellement, l'artiste est décédé consécutivement à un empoisonnement après son retour de voyage de Ouagadougou au Burkina Faso lors d'un repas à Yamoussoukro. À ce jour, aucun résultat d'enquête n'est disponible. Plusieurs hypothèses et rumeurs ont circulé à propos de son décès, rumeurs complaisamment reprises par la presse ivoirienne. On affirme qu'Ernesto est décédé à la suite d'un ensorcellement sous la houlette d'Amédée Pierre avec lequel il était en conflit jusqu'à sa mort. Mais ce dernier s'en défend, dans un dossier sur Ernesto Djédjé, publié par le journal Topvisages : « C’est Ernesto qui aurait engagé, le premier, les hostilités en disant dans l’une de ses chansons que c’est lui qui apprend à chanter aux autres. Ce que n’a pas apprécié Amédée Pierre qui aurait répliqué plus tard que c’est lui le coq de la basse-cour qui réveille les gens à l’aube. La discorde avait enflé au point qu’à la mort de Djédjé, Amédée Pierre n’aurait pas daigné assister à son inhumation dans son village à Tahiraguhé dans le département de Daloa. “Faux ! Rétorque Amédée Pierre. J’ai été victime de diffamation” ».
Une autre rumeur assimile la mort de l'artiste à un assassinat politique à l'intérieur du camp du Parti démocratique de Côte d'Ivoire en raison de secrets présidentiels auxquels l'artiste aurait eu accès.
Le 30 juillet 1983 son corps fut exposé au Stade de Tahiraguhé. Ses funérailles dureront plusieurs jours avec la prestation de plusieurs artistes tels Johnny Lafleur, Alpha Blondy ou encore Allah Thérèse.

### Portrait de Djédjé

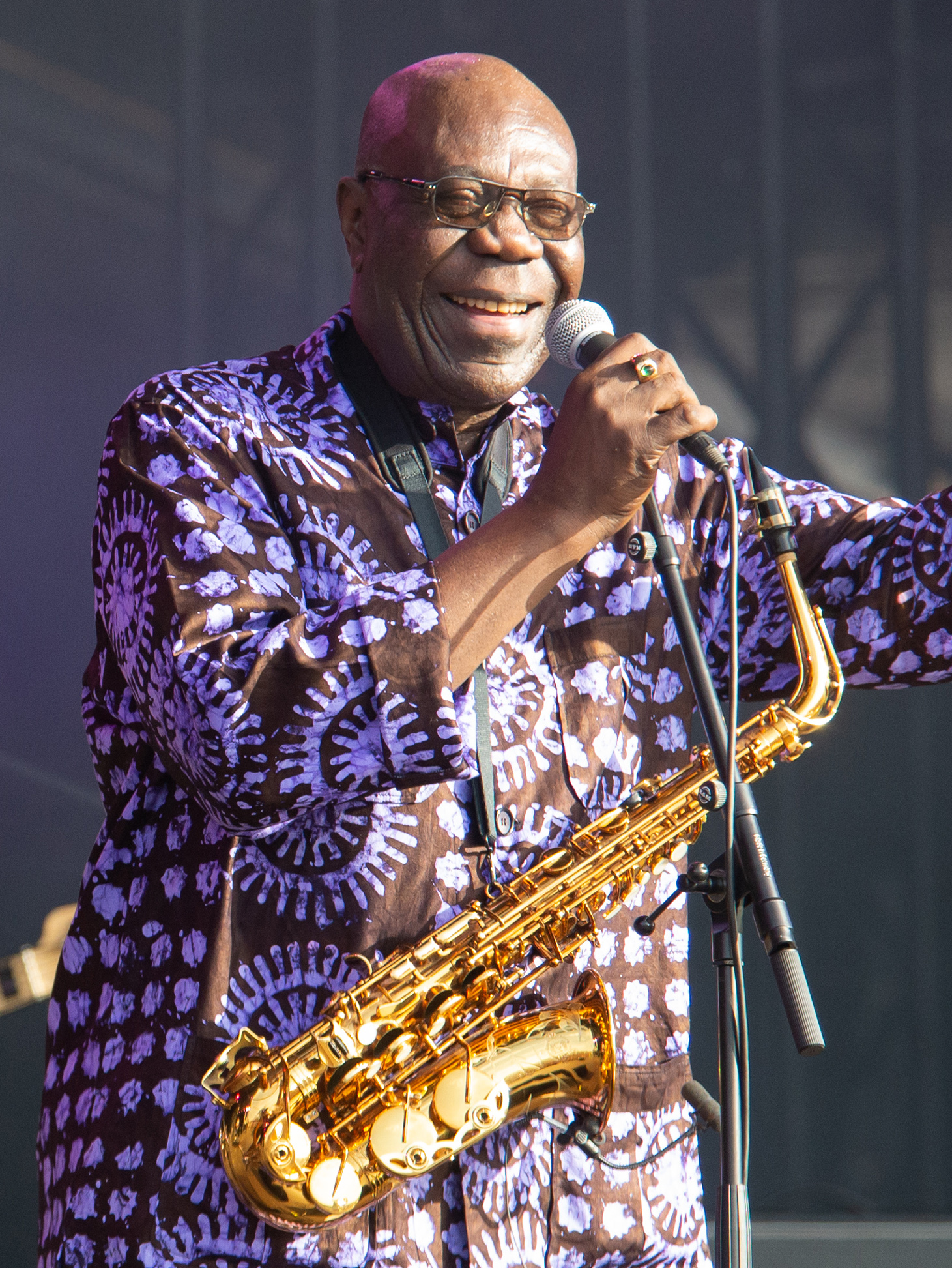
Manu Dibango, un des plus éminents musiciens côtoyés par Ernesto Djédjé

Ernesto Djédjé était un artiste dit « complet » : il était auteur-compositeur-interprète talentueux doté d'une somptueuse voix, un atout développé très tôt par le « Tohourou ». C'est pourquoi il était surnommé « l'épervier », l'homme qui dit la vérité par l'art de la poésie lyrique, d'où ses textes profonds en bété dont la voix pénètre les cœurs et plane sur l'univers. Ernesto Djédjé était aussi musicien accompli : il apprend dès l'adolescence, dans l'« Ivoiro-star » d'Amédée Pierre à jouer à la guitare. Après son passage en France et grâce à diverses expériences en studio d'enregistrement, il acquiert des capacités en arrangement. Ernesto Djédjé était aussi un fin danseur qui maniait très bien le Twist. Lors de ses prestations, il éblouissait par ses déhanchés ou encore par ses coups de tête-blocages (composante du ziglibithy). Il savait communiquer la passion de son art à son public par la danse. L’homme était un virtuose en la matière. Il adoptait toutes les danses qui naissaient aux États-Unis et en Europe. En somme, Ernesto Djédjé dégagait une énergie extraordinaire qui faisait partie du ziglibithy dance. Djédjé avait un style vestimentaire travaillé. Toutes ses tenues valorisaient son jeu de scène, de même que sa coiffure afro avec rouflaquettes. On peut ajouter à cela ses chemises tendances de qualité dont le gros bord supérieur était laissé volontairement entrouvert laissant à la vue de tous sa poitrine semi-velue, ce qui lui donnait un look viril. Ce « look » contribuait à son élégance. Djédjé portait aussi des pantalons « patte d'éléphant », avec des souliers en cuir brillants. Djédjé possédait un physique impressionnant : presque de 2 mètres de haut (198 centimètres) pour près de 95 kilogrammes. Djédjé était un travailleur passionné de recherche musicale qui s’acharnait dans le travail pour parvenir à la perfection.

### Sa descendance
Djédjé était marié avec Lola Moustapha Soher Galal, professeur d'origine égyptienne, à qui il avait dédié le titre Lola. Ils eurent deux enfants, Tarek et Donia. L'artiste aimait profondément ses enfants.
Son premier fils se nomme Seck Babacar LOUE, né le 12 janvier 1970.
Il a eu avec Rokia Lo d'origine sénégalaise une fille dénommée Fatim Dédjé née le 19 décembre 1979 à Treichville.

### Amitiés
Ernesto Djédjé avait des relations très étendues dans le monde du spectacle en Côte d'Ivoire, où il a côtoyé bon nombre d'artistes, de Manu Dibango à François Lougah en passant par Amédée Pierre. Il a travaillé au côté des plus grands producteurs de l'époque en Côte d'Ivoire comme Badmos ou encore François Konian (créateur de la SIIS et de Radio Jam). Djédjé était le « professeur » de célèbres artistes tels que Johnny Lafleur, son cousin Luckson Padaud ou encore John Kiffy.

Ernesto Djédjé bénéficiait aussi de nombreux privilèges en raison de sa proximité avec le PDCI-RDA, parti unique au pouvoir de 1960 à 1990, 

### Héritages et influences

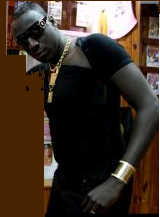
Jean-Jacques Kouamé, membre créateur du coupé-décalé avec la Jet Set de Douk Saga

Décédé à seulement 35 ans, il n’a pas eu assez de temps pour promouvoir le ziglibithy, qui était en concurrence avec d'autres genres tradi-modernes comme le « polihet » de Gnahoré Jimmy ou le « Lékiné » de Victor Guéi. Le décès d'Ernesto Djédjé laissera orphelins plusieurs de ses disciples, parmi lesquels Luckson Padaud, Johnny Lafleur, Blissi Tébil et John Yalley. Ces derniers sont des fins danseurs de ziglibithy mais pas des poètes lyriques. Ce manque de capacité orale, de capacité à transpercer les cœurs par une douce et succulente mélodie alliée au manque de charisme plongent le ziglibithy dans le noir. Par surcroit, les élèves de Djédjé choisissent leur propre voie : Luckson Padaud fait la promotion dès 1982 du « Laba-Laba »; Johnny Lafleur se spécialise dans le « Zagrobi » dès octobre 1983; John Yalley crée le « Zézé pop » à la fin des années 1980 tandis que Blissi Tébil fait du « Zagrobi Makossa ». L'arrivée du genre Zouglou en 1990 met définitivement fin aux rythmes tradi-modernes dont le ziglibithy. Malgré une tentative de renaissance du genre ziglibithy en 1997 par l'organisation d'un duel surmédiatisé devant définir le digne successeur de Djédjé entre Johnny Lafleur, surnommé « the flower », et Blissi Tébil, le ziglibithy ne se relevera jamais.
L'influence de Ernesto Djédjé demeure importante sur la musique africaine contemporaine. En 1990 naît le Zouglou, musique et danse urbaine issue du milieu étudiant abidjanais et exprimant la souffrance estudiantine. Instrumentalement, le Zouglou fait la synthèse de sonorités traditionnelles dont le ziglibithy et de polyphonie du Centre de la Côte d'Ivoire. Ce concept a évolué pour inspirer de nouveaux genres musicaux et danses comme le coupé-décalé créé par Douk Saga entre Paris et Abidjan en 2003. « La chanson les côcôs de Jean Martial Yodé (artiste zouglou) s'inscrit dans ce qui précède, notamment le ziglibithy (voir le morceau Aguissè d'Ernesto Djédjé). Les exemples sont légion dans le genre Zouglou» affirme Valen Guédé.

## Influences philosophiques et sociales
Ernesto Djédjé expose sa morale au travers de ses textes en utilisant l’allégorie pour raconter et éduquer grâce à son initiation au « Tohourou » et au « Doblhé ». Ce dernier signifie « oiseau chanteur » qui, contrairement au Kouglhuizéa annonce les bonnes nouvelles et ne le fait qu'à l'aube entre quatre et cinq heures du matin ». Ainsi certaines chansons de Djédjé ont un rôle éducatif pour la Société. Le morceau Zouzou Palegué de l'album èponyme en 1981 appartient au répertoire des Doblhé.

### Influences philosophiques

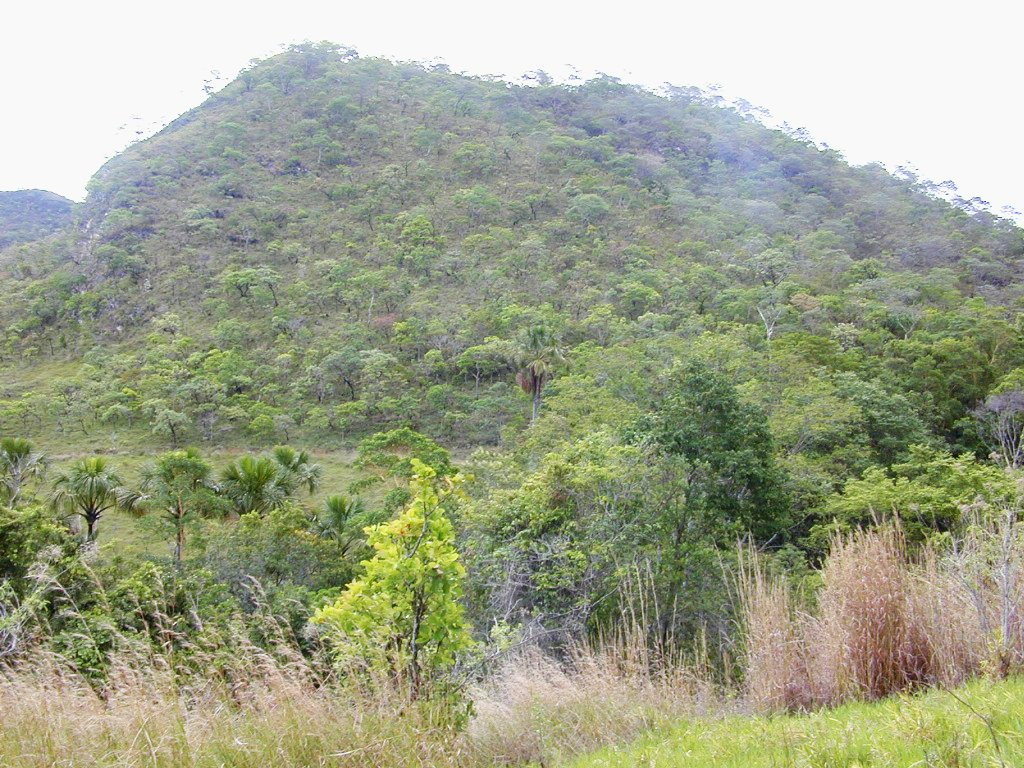
La forêt. Principal lieu d'où Ernesto Djédjé tirerait sa force ziglibithienne

À travers le ziglibithy, Ernesto Djédjé développe sa philosophie Mysthy-floro-faunique. Indiquons que ziglibithy est formé du mot « zigli » qui signifie « sucre » et « bhithy » « surpassemenet musical ». Ziglibhity veut donc dire « chanson sucrée, mielleuse, succulente, douce dont on ne peut résister ». Cet effet vient du fait que cette danse provient des vestiges du « soukâlhö zhô», l'arbre sacré remplit de connaissances et de bénédictions occultistes de toute la faune.
Par son génie, dans sa perpétuelle communion avec la forêt, Ernesto Djédjé établit un contact faunique avec la reine, la méchante panthère, soit en bété « Gbhôbhë dhögbô yèklhè mhââdi », car il est en quête de renommée. C'est ainsi qu'il va chanter et danser le ziglibithy, la douleur que provoque la douce et succulente mélodie de celle-ci fait succomber la panthère. Par cette victoire, Ernesto Djédjé acquiert de la panthère les attributs des maîtres de la parole et devient l'incarnation des forces mystico-fauniques. Pour préserver ses attributs et maintenir sa renommée, il se doit de chanter et danser le ziglibithy. Les ziglibithiens qui l'accompagnent doivent aussi être aguerris et posséder certains attributs d'Ernesto Djédjé.

### Influences sociales
Ainsi, par le ziglibithy, en puisant dans la sève du « Soukâlhô zhô » (arbre d'où provient la danse ziglibithy), Ernesto Djédjé développe une mélodieuse voix qui apaise les peines, les souffrances et pénètre les cœurs sur tout l'univers. Il « dépeint les travers de la société qui rejette systématiquement les orphelins » selon le musicologue Valen Guédé. Or, c'est l'éducation qui développe les sens transitifs des individus par les fables et chants qu'enseignent les sages. Ces derniers retransmettent la tradition. Et c'est par cette éducation que l'individu parvient à une socialisation. Les orphelins doivent eux aussi s'intégrer dans la société. Valen Guédé explique que pour Ernesto Djédjé, ces exclus ou encore ces stigmatisés « doivent s'approcher des enfants dont les parents sont encore en vie pour bénéficier, profiter des conseils à eux prodigués par les sages pour se prémunir contre les aléas de la vie ». Ainsi, Ernesto Djédjé compare ses Ziglibithiens aux orphelins, ils doivent apprendre pour atteindre un certain niveau de formation et parvenir à une certaine notoriété.
Le ziglibithy possède une seconde dimension sociale : dans les années 1970, il  existait deux tendances musicales : la musique classique ivoirienne provenant du terroir incarné entre autres par Amédée Pierre. Celle-ci était délaissée par la jeunesse ivoirienne. L'autre tendance était la musique extérieure : la musique américaine (funk, disco, rock…), cubaine (Salsa, Rumba) et d'Afrique centrale (Rumba congolaise et Makossa). Face à cette popularité des rythmes extérieurs naissent des orchestres qui deviennent vite célèbres et font la joie des jeunes ivoiriens tels que « Les Black Devils », « Djinn-Music », « les Bozambo », « les Freemen », « New System Pop », « les Djinamourous » (se dit aussi Guinarous dont faisait partie Jimmy Hyacinthe) qui interprètent des titres de James Brown, du TP OK Jazz ou encore de Johnny Hallyday à la télévision nationale et dans les bars et discothèques branchés de la capitale. C'est dans ce contexte que naissent des genres musicaux novateurs qui puisent leur inspiration dans la culture ivoirienne tout en s'inscrivant dans la tendance musicale internationale. Parmi les re-faiseurs de musique ivoirienne, se distinguent Ernesto Djédjé, François Lougah, Bailly Spinto, Luckson Padaud, Johnny Lafleur, Dichaël Liadé, Olives Guédé, Naounou Paulin, Aïcha Koné, Mamadou Doumbia, Eba Aka Jérome, Blissy Tébil, Paul Dodo, Seka Okoi Athanase, Zous du Rock ou encore Gnahoré Jimmy. En alliant deux tendances, ils remettent la musique nationale au premier plan en Côte d'Ivoire, celle de toute une génération.

## Discographie
| Année | Titre                                             | Label                 |
| ----- | ------------------------------------------------- | --------------------- |
| 1970  | Anowa / Tetialy Blé (1er 45 tours)                | Philips               |
| 1970  | Gniah-Pagnou / Wanne                              | Philips               |
| 1971  | N'wawuile / N'koiyeme (avec l'Orchestre Reeba)    | Philips               |
| 1971  | Lorougnon Gbla / Ernesto (avec l'orchestre Reeba) | Philips               |
| 1973  | Mahoro / Mamadou Coulibaly                        | Fiesta                |
| 1973  | Zokou Gbeuly / Zokoly                             | Fiesta                |
| 1975  | Aguissè / Kolougnon                               | Badmos Store          |
| 1977  | Ziboté (1er 33 tours)                             | Badmos Store          |
| 1978  | Les Ziglibithiens                                 |                       |
| 1979  | Golozo                                            | SIIS                  |
| 1980  | Azonadé                                           |                       |
| 1981  | Zouzoupalé                                        | SIIS                  |
| 1982  | Tizéré                                            | Star musique          |
| 1983  | Souvenir (Amaguhewou)                             | Sed                   |
| 1998  | Ivoir'compil vol 3                                | Melodie               |
| 1999  | Côte d'Ivoire compil - Rendez-vous                | Sonodisc              |
| 2001  | le Roi du Ziglibithy                              | Night and Day         |
| 2005  | Golden Afrique                                    | Network Music         |
| 2006  | Ivoirstars Gigamix                                | Syllart prod / Kassak |